# Rhabdomastix (Lurdia) neolurida
Rhabdomastix (Lurdia) neolurida is een tweevleugelige uit de familie steltmuggen (Limoniidae). De soort komt voor in het Nearctisch gebied.